# Моление о чаше

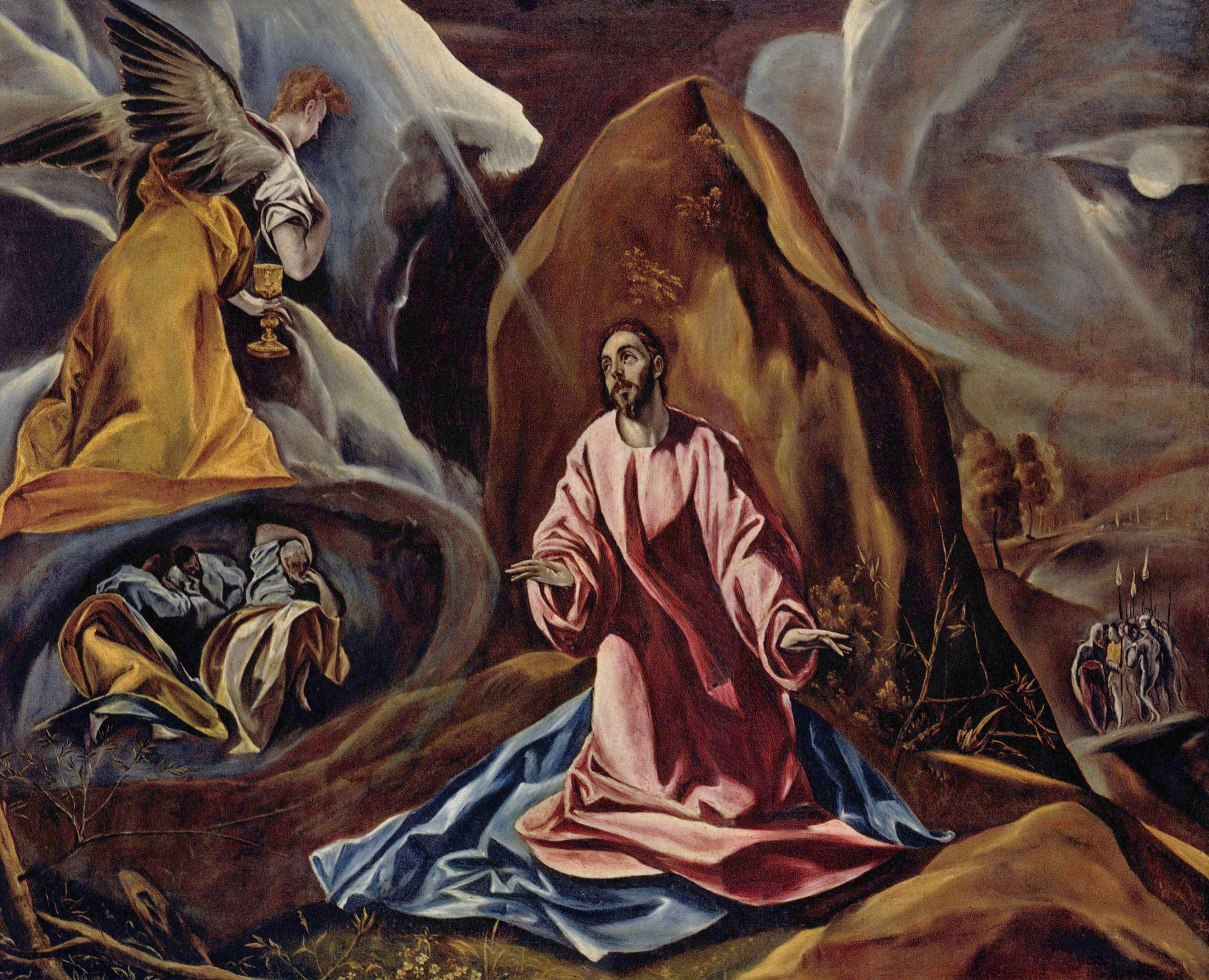
«Моление о чаше».
Эль Греко, 1605

Моле́ние о ча́ше (гефсима́нское моле́ние) — молитва Иисуса Христа в Гефсиманском саду, описанная в синоптических Евангелиях. С точки зрения христианских богословов является выражением того, что Иисус Христос имел две воли — Божественную и человеческую.

## Евангельский сюжет
Моление о чаше описано всеми евангелистами, кроме Иоанна, который только сообщает, что «Иисус вышел с учениками Своими за поток Кедрон, где был сад» (Ин. 18:1).
| Евангелие            | Текст |
| -------------------- | --- |
| От Матфея (26:36-46) | Потом приходит с ними Иисус на место, называемое Гефсимания, и говорит ученикам: посидите тут, пока Я пойду, помолюсь там. И, взяв с Собою Петра и обоих сыновей Зеведеевых, начал скорбеть и тосковать. Тогда говорит им Иисус: душа Моя скорбит смертельно; побудьте здесь и бодрствуйте со Мною. И, отойдя немного, пал на лице Своё, молился и говорил: Отче Мой! если возможно, да минует Меня чаша сия; впрочем не как Я хочу, но как Ты. И приходит к ученикам и находит их спящими, и говорит Петру: так ли не могли вы один час бодрствовать со Мною? бодрствуйте и молитесь, чтобы не впасть в искушение: дух бодр, плоть же немощна. Ещё, отойдя в другой раз, молился, говоря: Отче Мой! если не может чаша сия миновать Меня, чтобы Мне не пить её, да будет воля Твоя. И, придя, находит их опять спящими, ибо у них глаза отяжелели. И, оставив их, отошёл опять и помолился в третий раз, сказав то же слово. Тогда приходит к ученикам Своим и говорит им: вы всё ещё спите и почиваете? вот, приблизился час, и Сын Человеческий предаётся в руки грешников; встаньте, пойдём: вот, приблизился предающий Меня. |
| От Марка (14:33-42)  | И взял с Собою Петра, Иакова и Иоанна; и начал ужасаться и тосковать. И сказал им: душа Моя скорбит смертельно; побудьте здесь и бодрствуйте. И, отойдя немного, пал на землю и молился, чтобы, если возможно, миновал Его час сей; и говорил: Авва Отче! всё возможно Тебе; пронеси чашу сию мимо Меня; но не чего Я хочу, а чего Ты. Возвращается и находит их спящими, и говорит Петру: Симон! ты спишь? не мог ты бодрствовать один час? Бодрствуйте и молитесь, чтобы не впасть в искушение: дух бодр, плоть же немощна. И, опять отойдя, молился, сказав то же слово. И, возвратившись, опять нашёл их спящими, ибо глаза у них отяжелели, и они не знали, что Ему отвечать. И приходит в третий раз и говорит им: вы всё ещё спите и почиваете? Кончено, пришел час: вот, предаётся Сын Человеческий в руки грешников. Встаньте, пойдем; вот, приблизился предающий Меня. |
| От Луки (22:40-46)   | Придя же на место, сказал им: молитесь, чтобы не впасть в искушение. И Сам отошёл от них на вержение камня, и, преклонив колени, молился, говоря: Отче! о, если бы Ты благоволил пронести чашу сию мимо Меня! впрочем не Моя воля, но Твоя да будет. Явился же Ему Ангел с небес и укреплял Его. И, находясь в борении, прилежнее молился, и был пот Его, как капли крови, падающие на землю. Встав от молитвы, Он пришёл к ученикам, и нашёл их спящими от печали и сказал им: что вы спите? встаньте и молитесь, чтобы не впасть в искушение. |

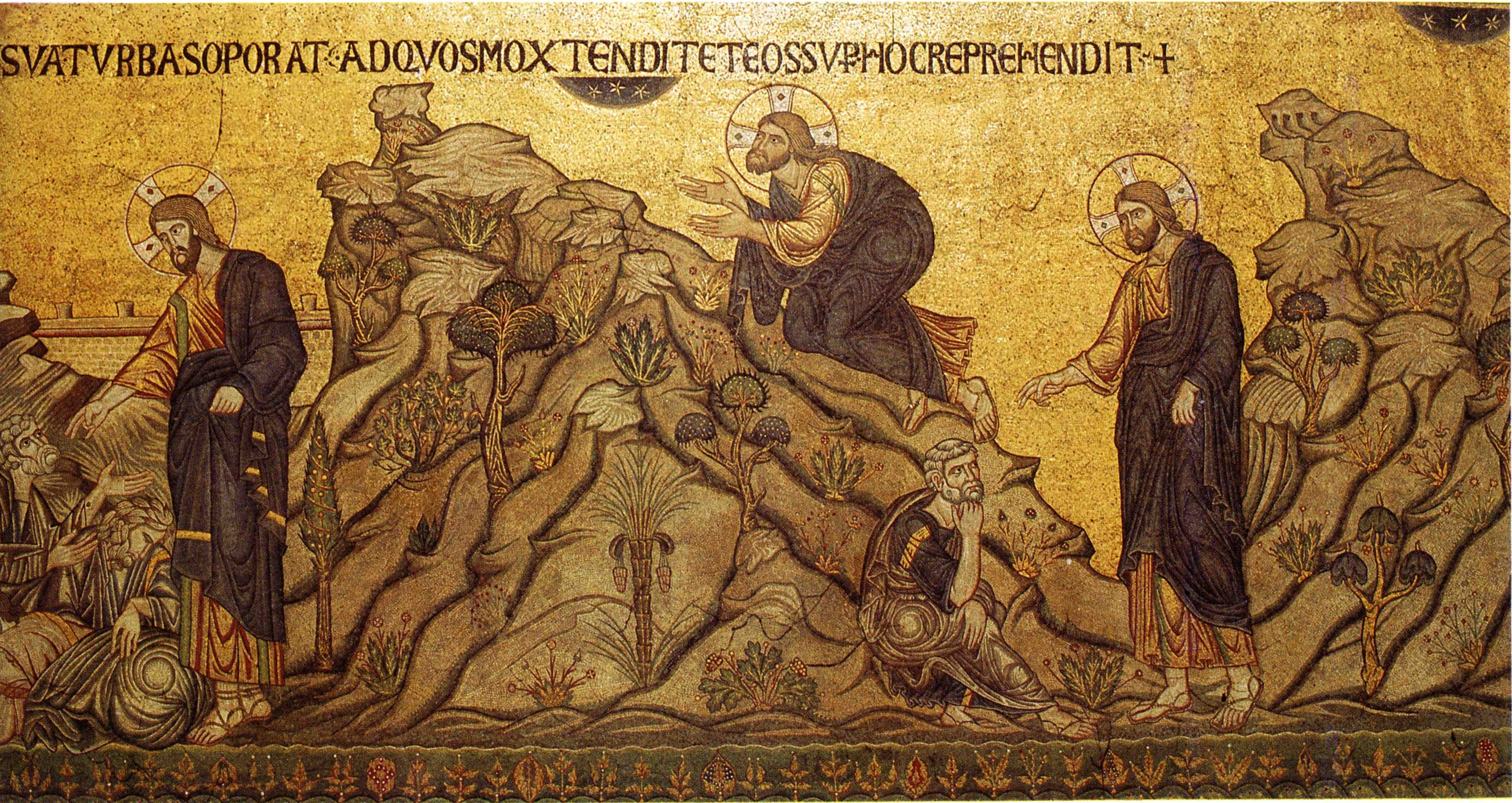
«Моление о чаше»
Мозаика собора Святого Марка

Все три евангелиста описывают моление Христа одинаково, только Лука упоминает о явлении ангела и о кровавом поте Иисуса. Также только Лука называет причину сна учеников Иисуса Христа — «нашёл их спящими от печали».
Матфей и Марк повествуют о троекратной молитве Иисуса (Лука сообщает об однократной молитве):
- Первый раз Он молился об отвращении от Него чаши страданий — «да минует Меня чаша сия; впрочем не как Я хочу, но как Ты»;
- Второй раз изъявляет уже прямую покорность воле Божией (у Луки Eму был послан ангел, чтобы укрепить Его в этой воле) и восклицает — «Отче Мой! если не может чаша сия миновать Меня, чтобы Мне не пить её, да будет воля Твоя»;
- Третий раз Он повторяет своё второе моление и возвращается к ученикам сказать о приближении предателя — «вот, предаётся Сын Человеческий в руки грешников. Встаньте, пойдём; вот, приблизился предающий Меня».

Матфей уточняет, что Иисус совершил земной поклон, Марк и Лука сообщают о молитве на коленях.

### Место действия
Согласно евангельскому повествованию, Иисус пришёл для Своей молитвы перед арестом в Гефсиманский сад, расположенный внизу склона Елеонской горы около ручья Кедрон, восточнее от центра Иерусалима. По данной причине в христианстве Гефсиманский сад почитается как одно из мест, связанных со Страстями Христа, и является местом христианского паломничества.
Место, где молился Иисус Христос, в настоящее время находится внутри католической Церкви всех наций, построенной в 1919—1924 годах. Перед её алтарём находится камень, на котором, по преданию, молился Христос в ночь своего ареста.

## Богословское толкование

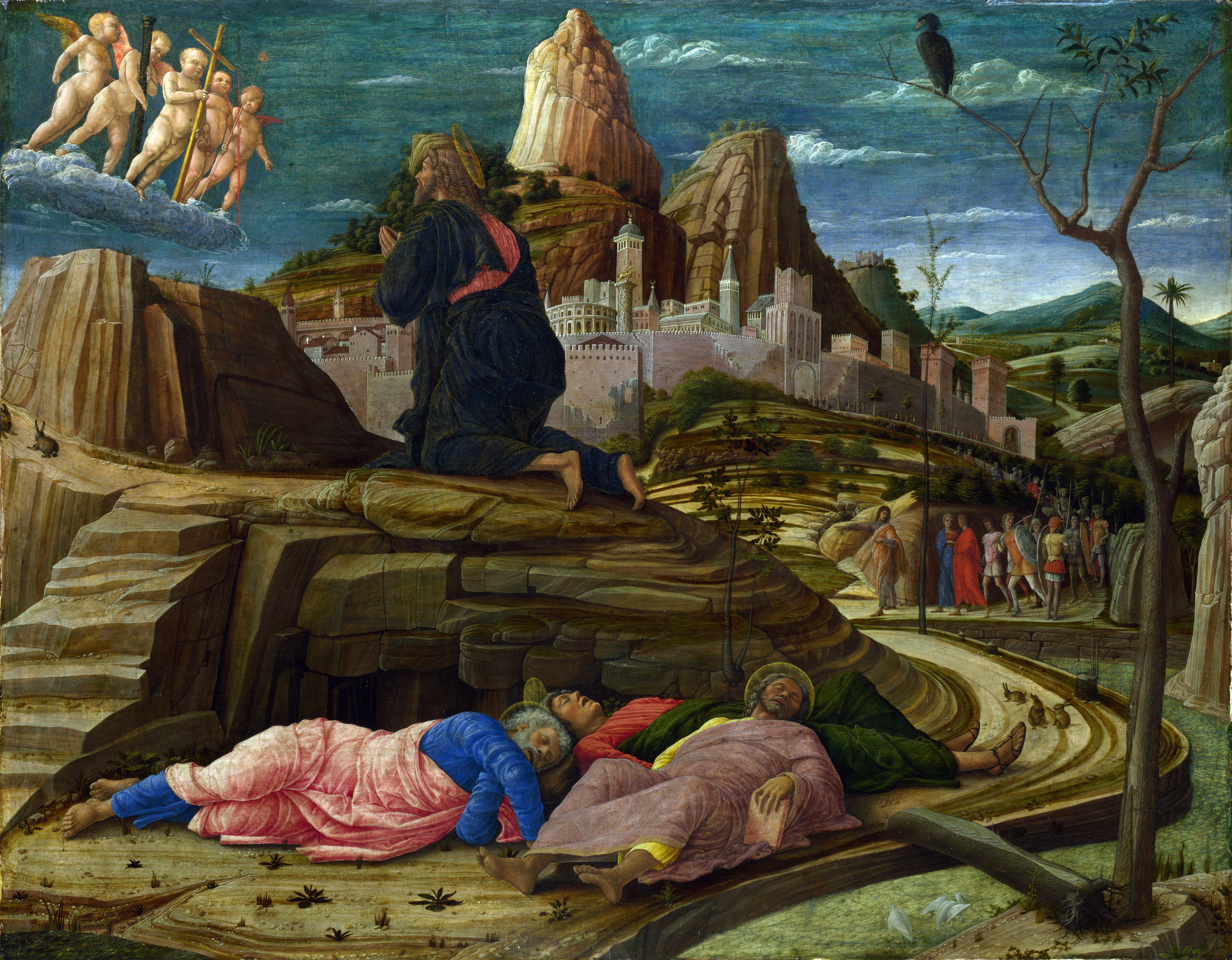
«Моление о чаше».
Андреа Мантенья, Национальная галерея в Лондоне, 1455—1456

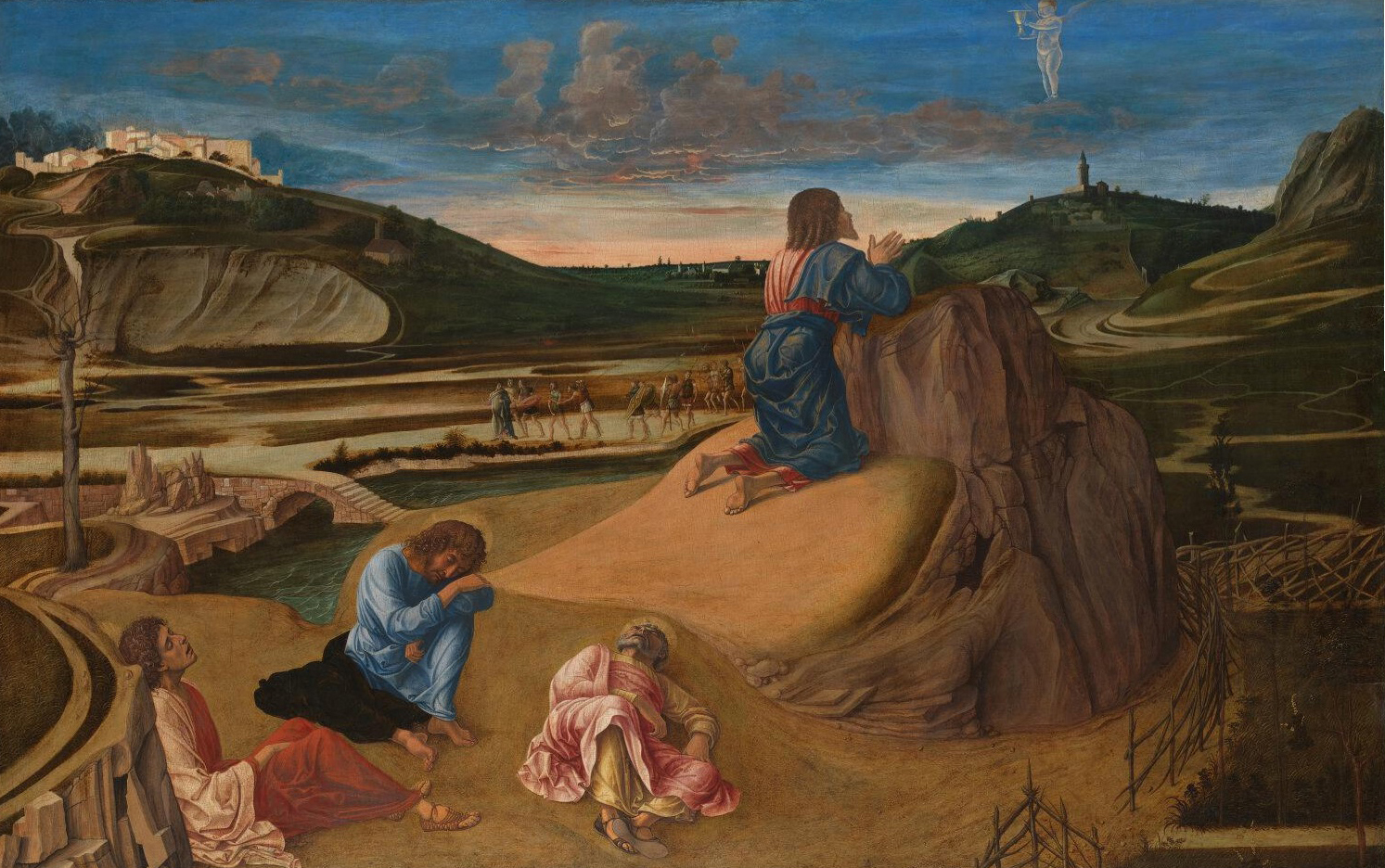
«Моление о чаше».
Джованни Беллини, 1465—1470

Богословы видят в словах Гефсиманской молитвы Иисуса подтверждение того, что Он имел две воли — Божественную (общую с Богом Отцом) и человеческую (полученную в связи с Его вочеловечиванием). Афанасий Великий считал, что моление Христа о чаше «показывает этим две воли: человеческую, свойственную плоти, и Божескую, свойственную Богу; и человеческая, по немощи плоти, отрекается от страдания, а Божеская Его воля готова на него».
Гефсиманское моление Иисуса Христа, с точки зрения богословов, было выражением Его страха перед смертью, свойственного человеческой природе.

Когда воля человеческая отказывалась принять смерть, а воля Божественная позволяла этому проявлению человечества, тогда Господь сообразно Своей человеческой природе находился в борьбе и страхе. Он молился, чтобы избежать смерти. Но так как Его Божественная воля желала, чтобы Его воля человеческая приняла смерть, — страдание стало вольным и по человечеству Христову.
— Иоанн Дамаскин
Феофилакт Болгарский в своём толковании на Евангелие от Матфея писал:

Желает, да мимо идёт чаша сия, или во свидетельство того, что Он, как человек, естественно отвращается от смерти, как выше сказано, или потому, что не желал, чтоб Иудеи впали в такой тяжкий грех, за который должно было последовать разрушение Храма и гибель народа. Хощет однакоже, да будет воля Отча, дабы и мы знали, что должно более повиноваться Богу, нежели исполнять собственную волю, хотя бы природа влекла к противному. Или для того молился, да мимо идёт от Него чаша, чтоб не вменился Иудеям грех, подобно как и Стефан, научившись у Него, молился о побивающих его камнями, дабы не вменилось им это в грех.

Существует мнение, что во время Гефсиманской молитвы дьявол, отошедший от Иисуса «до времени» после Его искушения в пустыне (Лк. 4:13), вновь приступил к Нему с искушениями, пытаясь отклонить Его от предстоящего подвига Крестных страданий.
С вариантом о греховном противлении человечества Христа решительно не согласен преподобный Максим Исповедник. Он опровергал несторианскую мысль монофелитов, что человеческая составляющая воли Иисуса Христа проявляла себя не с момента его воплощения, а только в момент моления о Чаше, и была отвергнута Божественной составляющей его единой богочеловеческой воли: «Разве есть противление, когда (Христос) молится и добровольно воспринимает плотскую немощь через тесноту (sustolhv) и совершенно не противится, но говорит: Если возможно и Не что Я хочу, но если что Ты и присоединяет к стесненности сильный порыв против смерти? Он действительно запечатлел в Себе наше, через кратковременное природное борение, чтобы и от него нас освободить, и подтвердить природу Собственной плоти…».
Для воспринятой Христом совершенной человеческой сущности (естества, у халкидонитов и севериан тождественного природе) не мыслимо сознательное противление Богу. Это подтверждается тем, что противление всегда «противоестественно», и как таковое греховно. А в человечестве Христа, которое существует «сообразно естеству», как неоднократно подчёркивал Преподобный Максим Исповедник, нет никакого действующего греха. В отличие от платоников и неоплатоников вслед за стоиками, Иустином Философом и великими каппадокийцами преподобный Максим всегда очень высоко ставит человеческое естество, в частности, и материю и тварную природу в целом; ведь природа эта, как творение Божие, необычайно хороша («добра зело»).

## В изобразительном искусстве

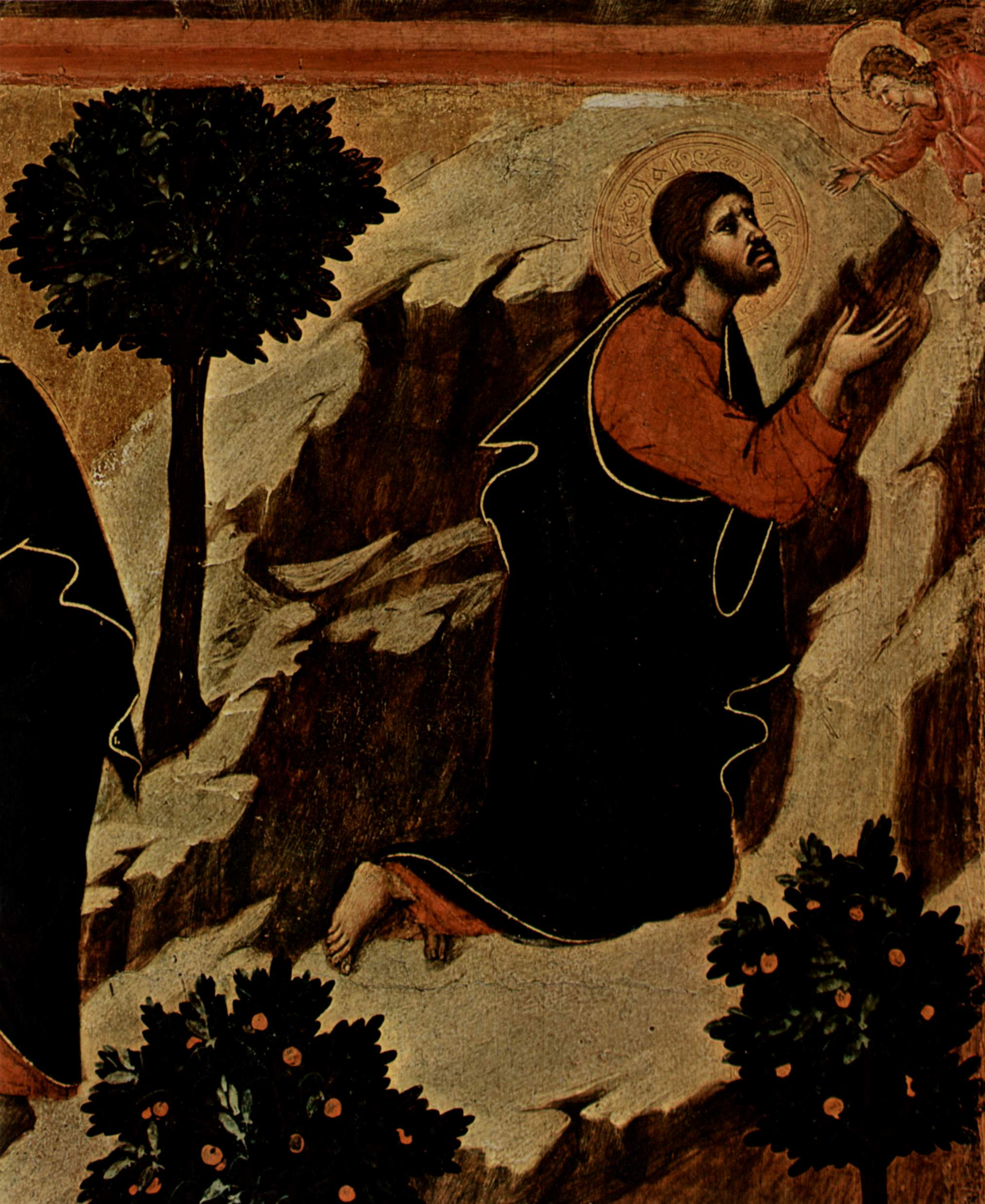
«Моление о чаше», фрагмент панели «Маэсты».
Дуччо, Опера-дель-Дуомо при Сиенском соборе, 1308—1311

Моление о чаше относится к популярным сюжетам в западноевропейской живописи. Обычно художники при изображении данного сюжета точно следовали евангельскому повествованию и изображали молящегося Христа, ангела с чашей в руке, троих спящих учеников и вдалеке идущих Иуду и стражей.
Художники стремились подчеркнуть в молении о чаше трагическое одиночество Иисуса Христа. Он, стоящий на коленях, всегда является центром композиции, Иуду со стражей помещали на заднем плане, а спящих учеников — на переднем, подчёркивая их сном значимость слов Христа, обращённых к ним: "Бодрствуйте и молитесь, чтобы не впасть в искушение, «дух бодр, плоть же немощна» (сон учеников противопоставляется бодрствованию и молитве Христа).
В иконописи указание по написанию Иисуса, молящегося в Гефсимании, содержится в «Ерминии» Дионисия Фурноаграфиота (начало XVIII века):

Среди вертограда с деревами Христос стоит на коленах, возведши руки и очи к небу. С лица Его каплет на землю кровавый пот. Над Ним во свете виден ангел, простёрший к Нему руки. Позади Христа Пётр, Иаков и Иоанн спят: но к ним подошёл Спаситель, и одною рукою будит Петра, а в другой держит хартию со словами «тако ли не возмогосте и единаго часа побдети со Мною».